# Monostichella chamaedaphnes
Monostichella chamaedaphnes är en svampart som först beskrevs av Dearn., och fick sitt nu gällande namn av Franz Petrak 1957. Monostichella chamaedaphnes ingår i släktet Monostichella, ordningen disksvampar, klassen Leotiomycetes, divisionen sporsäcksvampar och riket svampar.   Inga underarter finns listade i Catalogue of Life.